# Rob Bertholee
Robert Antonius Cornelis (Rob) Bertholee (Haarlem, 7 augustus 1955) is een Nederlands generaal buiten dienst van de Koninklijke Landmacht. Hij was commandant Landstrijdkrachten (CLAS) van 2008 tot oktober 2011. Van december 2011 tot december 2018 was hij hoofd van de Algemene Inlichtingen- en Veiligheidsdienst (AIVD).

## Militaire loopbaan

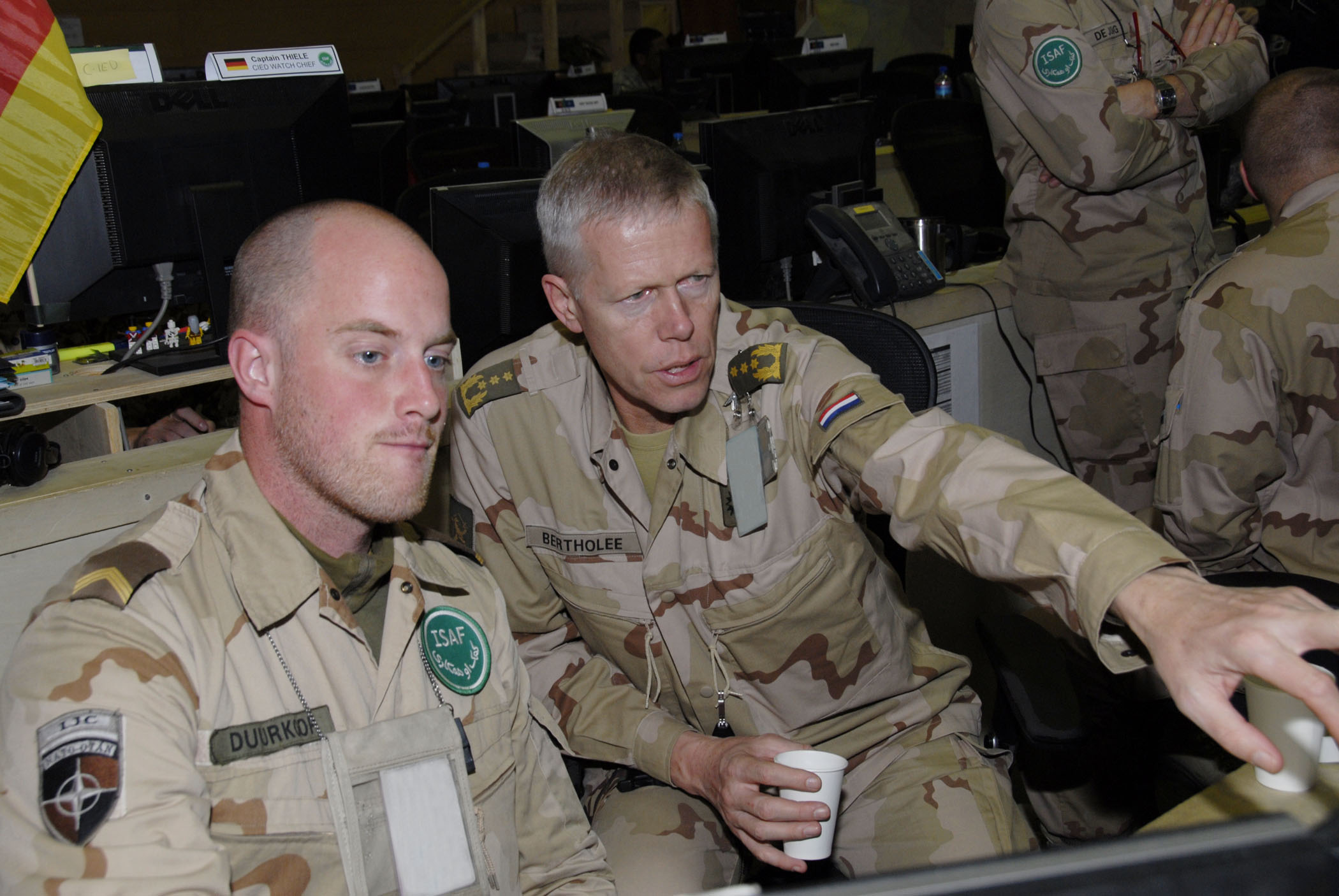
Bertholee op werkbezoek bij de troepen in Afghanistan.

In 1979 rondde hij zijn opleiding aan de Koninklijke Militaire Academie in Breda af. Zijn eerste parate functie vervulde hij vanaf 1979, als luitenant in 't Harde op de luitenant-kolonel Tonnetkazerne bij 44 Afdeling Veldartillerie Charlie batterij. Aansluitend volgden diverse commandofuncties in Nederland en Duitsland.
Van januari 1987 tot december 1988 volgde hij de cursus stafdienst en de Hogere Militaire Vorming. Hij ging daarna aan de slag als majoor op de landmachtstaf en behaalde in de Verenigde Staten tijdens de ‘US Command and General Staff Officer Course’ (1992) een Master’s Degree in ‘Military Art and Science’. Terug in Nederland werd hij geplaatst op het Instituut Defensie Leergangen in Rijswijk, eerst als docent en later als hoofd van de afdeling strategie. In oktober 2011 droeg Bertholee het commando over de landstrijdkrachten over aan generaal-majoor Mart de Kruif.

## Hoofd van de AIVD
Vlak voor zijn pensionering als commandant van de landstrijdkrachten ging Bertholee akkoord met het verzoek om het nieuwe hoofd van de Algemene Inlichtingen- en Veiligheidsdienst (AIVD) te worden en zodoende werd hij per 1 december 2011 de opvolger van Gerard Bouman. Kort na zijn aantreden werd Bertholee geconfronteerd met een bezuiniging van 68 miljoen euro, ongeveer een derde van het totale budget van de dienst, mede ingegeven doordat de terroristische dreiging leek te zijn afgenomen.
In 2012 keerde het tij, onder meer door de burgeroorlog in Syrië en de opkomst van Islamitische Staat, waarna het kabinet de bezuiniging terugdraaide en vervolgens het budget zelfs met 65 miljoen verhoogde. In de tussentijd had echter wel een braindrain plaatsgevonden doordat zo'n 100 AIVD-medewerkers waren overgestapt naar onder meer de MIVD en de NCTV. Om de bezuinigingen op te vangen voerde Bertholee een interne reorganisatie door, waarbij het behoud van de operationale taken centraal stond, ten koste van de meer analytische functies. De reorganisatie leidde bij het personeel tot de nodige onrust, die echter door Bertholee tamelijk resoluut bedwongen werd.
Met minister van Binnenlandse Zaken Ronald Plasterk had Bertholee een moeizame relatie, maar hij schikte zich daarbij in zijn ondergeschikte rol. In aanloop naar het referendum over de nieuwe Wet op de inlichtingen- en veiligheidsdiensten 2017 waren de rollen omgedraaid en was het Bertholee die in publieke debatten de nieuwe wet moest zien te verdedigen tegen de angst dat deze een "sleepnet" mogelijk zou maken. Ook onder Bertholee bleef de verhouding met de MIVD en met de toezichthoudende organen moeizaam. Bertholees termijn als hoofd van de AIVD eindigde formeel op 1 december 2018, maar op 17 november 2018 trad zijn opvolger, Dick Schoof, al aan.

## Belangrijkste functies
- 1995 - Commandant van 41 Afdeling Veldartillerie in het Duitse Seedorf
- 1997 - Commandant van het Opleidingscentrum Vuursteun
- 2000 - Contingentscommandant van de Nederlandse troepen in Kosovo KFOR
- 2000 - Hoofd van de afdeling internationale plannen bij de Defensiestaf
- 2001 - Chef-staf van het Eerste Duits-Nederlandse Legerkorps in Münster (Duitsland)
- 2003 - Plaatsvervangend commandant en chef-staf ISAF III in Kaboel
- 2005 - Directeur van de Directie Aansturen Operationele Gereedstelling
- 2006 - Plaatsvervangend commandant der Strijdkrachten
- 2008 - Commandant Landstrijdkrachten
- 2011 - Hoofd van de Algemene Inlichtingen- en Veiligheidsdienst

### Bevorderingen
- 1997 - Kolonel
- 2001 - Brigadegeneraal
- 2006 - Luitenant-generaal

### Decoraties
Commandeur in de Orde van Oranje Nassau met de Zwaarden (2011)

 Herinneringsmedaille Multinationale Vredesoperaties

 Herinneringsmedaille Vredesoperaties met gesp ISAF

 Kosovo-medaille

 Onderscheidingsteken voor Langdurige Dienst als officier met jaarteken XXXV

 Landmachtmedaille

 Kruis voor betoonde marsvaardigheid

 TMPT Kruis (KNVRO)

 NAVO medaille voor Kosovo

 Ehrenkreuz der Bundeswehr in Gold (Duitsland) (2004)

 الميدالية الوطنية لغازي محمد أكبر خان (almidaliat alwataniat lighazi muhamad 'akbar khan) (Nationale Medaille van Ghazi Muhammad Akbar Khan) (Afghanistan)

 За вярна служба под знамената (Za vyarna sluzhba pod znamenata) (Orde van Trouwe Dienst onder de Vlag) (Bulgarije)

Bertholee is gerechtigd tot het dragen van de volgende insignes: 

 Onderscheidingsteken Hogere Militaire Vorming (HMV) ('Gouden zon‘)

 US Army Command and General Staff College (USACGSC) International Officer Badge (VS)